# Гюнгне (газоконденсатное месторождение)
Гюнгне, Блок 15/9, англ. Gungne — шельфовое газоконденсатное месторождение находится на территории континентального шельфа Норвегии. Открыто в 1982 году. Разработка началась в 1996 году.
Месторождение Гюнгне является спутником крупного нефтегазоконденсатного месторождение Слейпнир. Месторождение Гюнгне разрабатывают с платформой Sleipner A. Извлекаемые запасы месторождения оцениваются 10 млрд м³ природного газа и 5 млн тонн газового конденсата.
Оператором месторождение является норвежская нефтяная компания Statoil.